# Heidering Wittstock
Heidering Wittstock – stadion żużlowy w Wittstock/Dosse, w Niemczech. Obiekt może pomieścić 2000 widzów. Użytkowany jest przez żużlowców klubu MSC Wölfe Wittstock. Długość toru żużlowego na stadionie wynosi 399 m.